# Alfred de Quervain

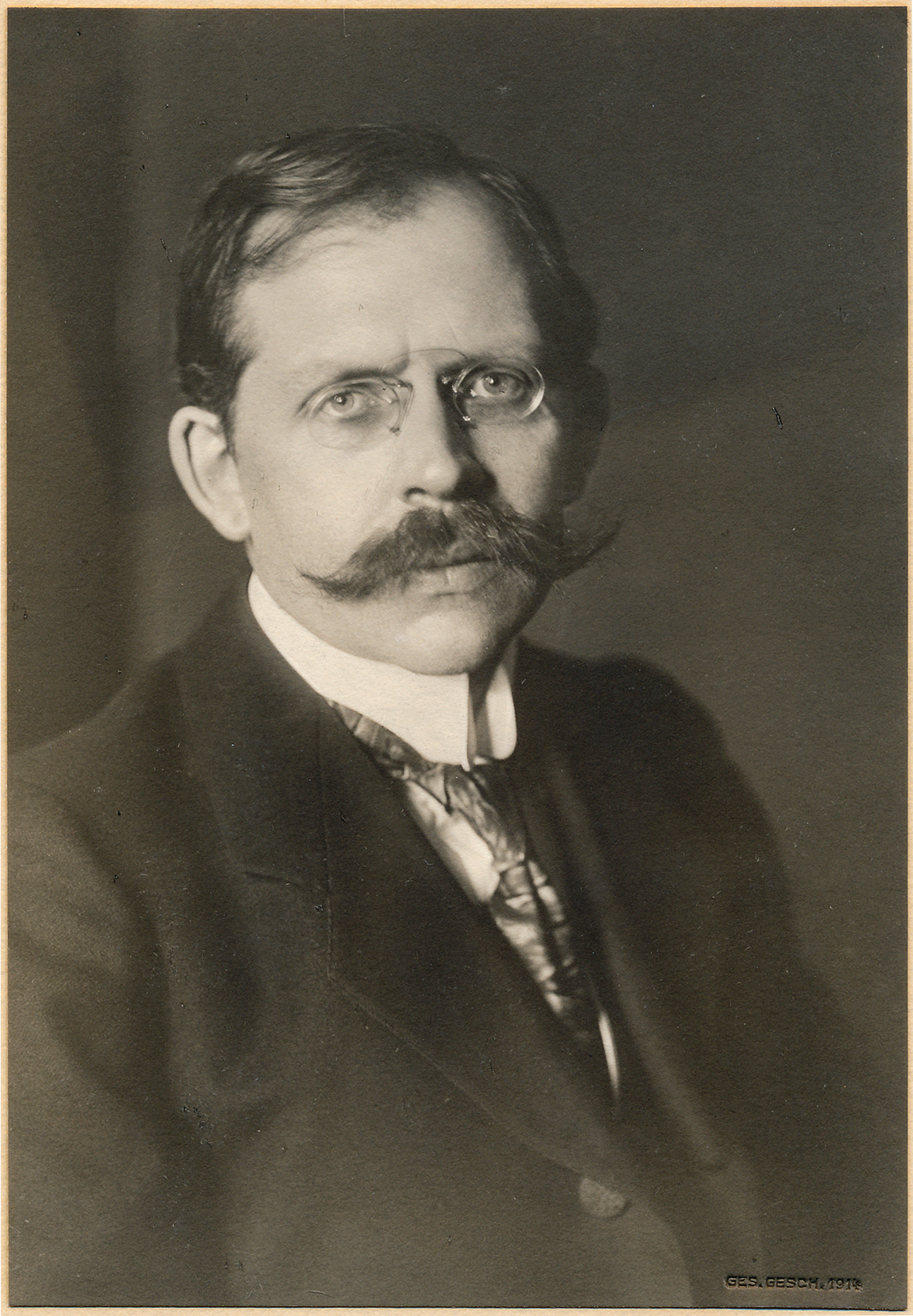
Alfred de Quervain, 1914

Alfred de Quervain, född 15 juni 1879 i Uebeschi vid Thun, död 13 januari 1927 i Zürich, var en schweizisk meteorolog och polarforskare.
Quervain var docent i meteorologi och fysisk geografi vid universitetet i Zürich och biträdande direktör för meteorologiska centralanstalten i Zürich. Han företog 1909 och 1912 resor till Grönland, varunder han 1912 för första gången färdades över Sydgrönlands is från Diskobukten i väster till Tasiilaq i öster. 